# МУОС (трилогія)
|  | Дай Боже, щоб все, тут написане, залишилося фантастикою. Захар Петров |

МУОС — перша книга постапокаліптичного циклу  Метро 2033, написана білоруським автором під псевдо Захар Петров. Отримала розповсюдження в інтернеті. Має продовження МУОС-2. Відповідно, електронний варіант МУОС-2 при друкованому виданні був розділений на дві книги МУОС:Чистилище та МУОС:Падіння.

## Перша книга

### Історія створення
Захар Петров написав роман «МУОС»  в 2008 році, перебуваючи під враженням від книги Дмитра Глуховського "Метро 2033". Як писав Дмитро Глуховський, книга МУОС, поряд з книгою Сурена Цормудяна «Іншого шансу не буде», стала одним з перших повноцінних романів по всесвіту «Метро 2033».
У роману, який був поки ще «мережевим», з'явилося багато шанувальників. Після старту «Всесвіту Метро 2033», всупереч проханням шанувальників роману, книга довгий час не видавалася . Однак у 2012 році допрацьована версія «Муоса» була видана в рамках Всесвіту Метро 2033 і 6 червня того ж року поступила в продаж.
Гонорар за видання книги, згідно сторінці Захара Петрова «В Контакте», автор перерахував на благодійність 

### Зміст
Перша книга МУОС містить такі глави
1. Москва
2. Мінськ
3. Партизани
4. Нейтрали
5. Центр
6. Америка
7. Стрічечники
8. Дигери
9. Поверхня
10. Посланець

### Герої
- Ігор Кудрявцев (Радист, Посланець, рос Посланный)— народжений на фашистській станції син начальника медичної лабораторії по дослідам з виведення вищої раси; матір вбито при штурмі станції [5]; пізніше начальник радіорубки московської станції; увійшов в склад експедиції до МУОСа як єдиний радіофахівець
- Світлана — кохана дівчина Ігоря, що віддала за нього власне життя
- Дід Талаш — лідер першого повстання партизан
- Батура — лідер Партизанської станції, в подальшому син його буде лідером  другого повстання партизан
- Дигери — групи ("бригади") кочових і напівкочових людей, де навчалася Віра, що спочатку були нейтральні до Республіки, а потім, не без участі Віри і провокації з боку Психологічної служби Центру, вступили в війну з силами Республіки

Вороги-протагоністи
- лісовики — здичавілі племена людей, що симбіозувалися з Лісом
- американці — представники американських військових з Балтії, що на вертольотах здійснили експансію МУОСа
- стрічечники — вражені у спинний мозок хробаками-паразитами люди, основною метою яких є підтримання життя червів-господарів і володарювання над усим МУОСом

### Сюжет
Вступ
Місце дії роману — пост'ядерний Мінськ. МУОС — (рос) Минское Управление Оборонительных Сооружений. Головний герой Ігор Кудрявцев, юнак 16 років, після перших невдалих спроб радіозв'язку в московському метро, призначається начальником радіорубки. Згодом мешканці Москви, що вижили після ядерного удару, усе ж отримують радіосигнал з Мінська.  До столиці Білорусі прибуває експедиція "унівців" , організована Полісом . Оскільки на поверхні Мінська високий рівень радіації, мешканці ховаються в метрополітені неглибокого залягання та інших пов'язаних між собою бомбосховищах, в сукупності званих «МУОС», а життя там набагато важче, ніж в московському метро. Метою москвичів стає пошук серед різних угруповань МУОСа тих мінчан, які встановили радіопередавач і провели радіосеанс. Головному герою роману,  приниженому життям хлопцеві  на прізвисько Радист, під впливом чинників, які учасники експедиції долають в Мінську по ходу сюжету, доводиться змінити свою життєву позицію і зіграти чільну роль у порятунку МУОСа від жахливої небезпеки.
Мінськ
Розроблене в лабораторіях Пентагону Воно в хвилі першого удару попало в Мінськ. Самодостатній монстр, що розвинувся, поглинаючи плоть трупів тварин,  не позбавлений інтелекту, може поділятися на безліч часток. Найбільше полюбляє людські мізки, бо з нейронів здатне зчитувати інформацію.
Воно мало не захопило вертоліт. Загонові унівців ледве-ледве вдається знищити монстра.
У сховищі на Поверхні бійці знаходять загиблу сталкершу  і листа від неї. Ця молода жінка і надсилала радіосигнали з Мінська, один з яких   був почутий Ігорем.
Проти Лісу
Прибульці надають допомогу партизанським станціям у боротьбі із Лісом, м'ясоїдною рослинною субстанцією, що заполонила частину МУОСа. Пілот вертольоту знищує "мозок"Лісу, центральний корінь рослини.
Центр. Америка
Центр — адміністративний центр Республіки. Всі люди поділені за рівнями значущості. Від першого, головні адміністратори, еліта МУОСу, до дев'ятого — наглядачі, мутанти, раби, все життя яких проходить на Поверхні в постійній фізичній праці і очікування жахливої смерті від радіації і хвороб.
Америка — станції, зайняті бувшими американськими військовоми з литовської авіабази і їх потомками. Теж неоднорідні поселення, оскільки в американських станціях йде розподіл за расовими ознаками.
Війна із стрічечниками
Коли стрічечники "ощасливили" своїми глистами-господарями не одну сотню людей, і війна з ними стала неминуча, герої книги виступають у нерівний бій, об'єднуючи непримиренних до того ворогів: центровиків і нейтралів, диггерів і американців. Як підсумок, люди перемагають нелюдів і підписують Конвенцію.

## Зміст
Примітка: тут і в наступному розділі подано суцільну нумерацію глав, як в електронному виданні, коли МУОС-2 ще не було розділено на дві книги МУОС:Чистилище і МУОС:Падіння. Розділення відбулося перед вступом Віри до Університету за рекомендацією її загиблого командира Сергія Зозона
1. Віра
2. Дигери
3. Урочище
4. Убри
5. Озеро
6. Університет
7. Війна

## Герої
- Віра (Віра Пруднич, Стрілка, Стріла, Шостий Слідчий) — головна героїня книги. Спочатку маленька дівчинка, сім'ю якої вирізали чистильники. Далі світлий дигер, боєць спецпризу, студент Кніверситету, Слідчий і легендарна Дів-Воїн, про яку дигери співали балади.
- Жак, Антончик — дигери; спочатку учителі Віри, потім лідери двох ворогуючих угрупувань
- Павук, Фойєр, Сергій Зозон, Солоп, Паха, Саха — бійці спецпризу
- Слідчий — слідчий відповідного Відділу. Відіграв дуже значущу роль в становленні Віри і її житті
- Генерал Дейнеко — керівник збройних сил. Протагоніст
- В'ячеслав — викладач Університету, в якого закохалася Віра
- Джесіка — подруга Віри по Університету, в подальшому лікар Резервації, що неодноразово врятує Вірі життя
- Танюша — подруга Віри по Університету, в подальшому фактично протагоніст, працювала на псигологиню Жанну
- Жанна — голова Психологічної служби; як дізнається читач у кінці книги, мала беззаперечну одноосібну таємну владу в Республіці

Протагоністи
- змії — величезні м'ясоїдні істоти, здатні жити під землею і у воді
- Чистильники — групи вбивць-канібалів, метою яких було "очищення" МУОСу від людей і прискорення таким чином кінця світу
- Цестоди — розвиток стрічечників на новому рівні еволюції

## Сюжет
Мегабанк
Починається книга описом батьківщини Віри селища Мегабанк 
За мірками Муоса життя в селищі була спокійне і дещо безпечне. Метрові залізобетонні стіни робили Мегабанк неприступною фортецею. Потрапити в Мегабанк можна було тільки через тамбур з двома товстими металевими дверима. Одні двері вели вгору - в саму будівлю колишнього банку. Друга - в короткий тунель, що зливався з іншими наземними комунікаціями Муоса, яких було так багато побудовано в передвоєнні роки. Тамбур поєднувався з холом - так мегабанківці називали саме велике приміщення свого селища. По двом сторонам від холу розташовувалися приміщення поменше: квартири, комори та майстерні жителів Мегабанку.
Картопляне поле мегабанківців - розораний ними ж мертвий сквер - поруч з будівлею банку, тобто практично поруч з будинком. І це дозволяло швидко сховатися при появі рідкісних хижаків, яким дивом вдалося перетнути добротне огородження їх поля.
Початок шляху
Проте, не судилося Вірі мирно вирощувати картоплю на радіаційному городі на Поверхні. Спочатку від рук жахливих людей під назвою Чистильники гине мама Віри, через деякий час  чистильники вирізають населення усього Мегабанку. Дівчинці чудом вдається врятуватися. Її рятує Слідчий.
Віра захоплюється діями Слідчого, його впевненістю, його знаннями, його вмінням вести рукопашний бій. Вона сама вирішує стати слідчим. Проте, її рятівник спочатку вважає за необхідне віддати дівчинку на навчання до  світлих дигерів.
Світлі дигери
Світлі дигери, хранителі знань людства, союзники землян у Битві зі стрічковиками; як це буває в житті, колишні вчителі і наставники Віри якось раптово стають ворогами цивілізованого Муоса.
Світлі дигери вчать самі і навчають дітей Поемі Знань, концентрованої вижимки із усіх наук довоєнного людства; ними розроблена тактика рукопашного бою в абсолютно темних підземних переходах; для проведення такого бою розроблена спеціальна зброя сікачі; вони вдовольняються мінімумом їжі і тренують тіло і свідомість, як колишні йоги. Проте їх тактика невтручання у все, що не стосується дигерських бригад, здається Вірі принципово невірною .
У світлих дигерів Віра набирається безцінного досвіду: тепер їй не страшні холод, голод, в битві сікачами їй немає рівних серед бійців-чоловіків. В бойовий танок дигерів Віра самостійно включила і ретельно відпрацювала прийоми бою ногами. Але дигером вона не буде: це вона вирішила для себе раз і назавжди.
Серед убрів
Загони безпеки Республіки, чи, простіше, спецприз армії МУОСа, стали наступним полігоном для Віри як в плані її фізичного розвитку, так і духовного ставлення. В Урочищі убрів героїня зустрічає як справжніх покидьків (Солоп), так і справжніх бойових товаришів (Зозон, Павук, Фойєр, Тхір). Проте Віра ще не знає, в якості кого їй доведеться зіштовхнутися з колишніми побратимами в майбутньому.
В Університеті
Після битви зі зміями, коли не вдалося врятувати командира Зозона, за його ж рекомендаціями  Віра потрапляє в Університет Центру. Це місце не лише отримання нових знань. Нові подруги, зради, кохання на все життя. І знову на війну. Тепер вже на війну із колишніми братами, світлими дигерами. Проте, обов'язок є обов'язок.

## МУОС-3. МУОС:Падіння
Друга половина (глави 8-15) електронного видання МУОС-2 і окрема (третя) друкована книга трилогії МУОС

### Зміст
8. Слідчі
9. Чистильники
10. Цестоди
11. Психологи
12. Інспекторат
13. Крах
14. Резервація
15. Замість епілогу

### Сюжет
Слідчі
Віра потрапляє в Святе Святих, групу з 10 слідчих МУОСу, таких собі монахів Закону, для яких не існує нічого, окрім служіння Закону: ні сім'ї, ні кохання, ні особистісних відносин. Лише чітке виконання параграфів. І доведені до надзвичайного рівня психічні і фізичні здібності кожного слідчого.
Чистильники
Слід атомного заряду, що його викрадають з лабораторій Вулика, серця Центру, приводить до таких собі чистильників, фанатиків віри в Очищення, а простіше, в умертвіння всіх живих людей і подальшого власного самогубства. Не зважаючи на глибоке проникнення в саме серце чистильників, Віра впевнюється, що ці недолугі фанатики не могли самі організувати ні викрадення ядерної бомби, ні подальшого її застосування за призначенним.Над цією подією стоїть хтось із занадто високим для чистильників інтелектом і здібностями.
Цестоди
Як довелося впевнитися Вірі, ворог набагато хитріший і винахідливіший, аніж купки канібалів-чистильників. Розвиток стрічечників на новому рівні довів це у повній мірі. Навіть бувший командир Сергій Зозон, який, як всі вважали, помер на операційному столі, в загоні цих нових "володарів МУОСу". Все ж таки, ризикуючи власним здоров'ям і життям, Вірі вдається знешкодити бомбу і знищити лідерів цестодів.